# Sirtis Major
Sirtis Major (grec antic: Σύρτις μεγάλη; llatí: Syrtis Major) va ser el nom donat pels romans al principal golf de la costa de la moderna Líbia, l'actual Golf de Sirte.
Juntament amb el Syrtis Minor, donava nom a la regió de Sírtica, després Tripolitània. El nom venia de la paraula dels nadius, Sert, que vol dir desert, per la costa desolada i arenosa que actualment encara conserva. Tenia roques a poca profunditat i la navegació era considerada molt perillosa, i per això només s'atrevien a passar-hi petits naus, diu Estrabó. S'estenia de Misratah (Tripolitània), a l'oest, fins a Bengasi (Cirenaica), a l'est.